# Pteropus melanopogon
La volpe volante dalla barba nera (Pteropus melanopogon Peters, 1867) è un pipistrello appartenente alla famiglia degli Pteropodidi, endemico delle Isole Molucche.

## Descrizione

### Dimensioni
Pipistrello di grandi dimensioni, con la lunghezza dell'avambraccio tra 196 e 207 mm e un peso fino a 900 g. Considerando la corporatura massiccia degli esemplari catturati, è possibile che sia la specie di pipistrello più pesante del mondo.

### Aspetto
La pelliccia è molto corta. Le parti dorsali sono nerastre, la testa, il collo e le spalle sono castane, mentre le parti ventrali sono giallo-brunastre. Il mento e la gola sono nerastri. Il muso è lungo ed affusolato, gli occhi sono grandi. Le orecchie sono relativamente corte e con l'estremità arrotondata. Le membrane alari sono attaccate sul dorso molto vicine tra loro, lasciando sulla schiena una sottile striscia di pelliccia. La tibia è priva di peli. È privo di coda, mentre l'uropatagio è ridotto ad una sottile membrana lungo la parte interna degli arti inferiori.

## Biologia

### Comportamento
Si rifugia in gruppi fino a 200 individui nelle mangrovie sulle piccole isole costiere. Talvolta alcuni esemplari condividono i siti di riposo con la volpe volante delle Molucche.

### Alimentazione
Si nutre di frutta, particolarmente del durian.

### Riproduzione
Una femmina gravida è stata catturata sull'isola di Buru nel mese di maggio.

## Distribuzione e habitat
L'areale di questa specie è ristretto alle Isole Molucche: Ambon, Boano, Buru, Saparua, Seram, Gorong, Manawoka. Isole Banda. Isole Tanimbar: Yamdena, Selaru. Probabilmente è presente anche sull'Isola di Bisa.
Vive nelle foreste tropicali di pianura.

## Tassonomia
In accordo alla suddivisione del genere Pteropus effettuata da Andersen, P. melanopogon è stato inserito nello P. melanopogon species Group, insieme a P. melanopogon stesso, P. aruensis, P. keyensis e P. livingstonii. Tale appartenenza si basa sulle caratteristiche di avere il cranio massiccio tipicamente pteropino, sulla presenza di un ripiano basale nei premolari e sulle grosse dimensioni.
Altre specie simpatriche dello stesso genere: P. chrysoproctus, P. ocularis, P. griseus e P. temminckii.

## Conservazione
La popolazione si è ridotta notevolmente negli ultimi anni causa la perdita del proprio habitat. La IUCN Red List, considerato il declino della popolazione dovuto alla deforestazione ed alla caccia, classifica P. melanopogon come specie in pericolo di estinzione (Endangered). Alcuni individui sono stati catturati sull'isola di Seram dopo circa 30 anni.